# ماريانو ستينداردو
ماريانو ستينداردو (بالإيطالية: Mariano Stendardo)‏ هو لاعب كرة قدم إيطالي في مركز الدفاع، ولد في 2 مايو 1983 في نابولي في إيطاليا. شارك مع منتخب إيطاليا تحت 16 سنة لكرة القدم. أما مع النوادي، فقد لعب مع أتالانتا ونادي بيروجيا ونادي بيزا ونادي تارانتو 1927 ونادي ترنانا ونادي تريفيزو ونادي جنوى ونادي ساليرنيتانا ونادي كريمونيسي ونادي ليتشي ونادي مسينا ونادي نابولي.

## وصلات خارجية
- ماريانو ستينداردو على موقع قاعدة بيانات كرة القدم.إي يو (الإنجليزية)
- ماريانو ستينداردو على موقع Soccerway.com (الإنجليزية)
- ماريانو ستينداردو على موقع عالم كرة القدم.نت (الإنجليزية)